# 罗萨什 (阿罗卡)
罗萨什是葡萄牙阿威罗区的一个堂区。总面积16.23平方公里，总人口1693人，人口密度104.3人/平方公里。